# Chợ Quốc tế Rungis

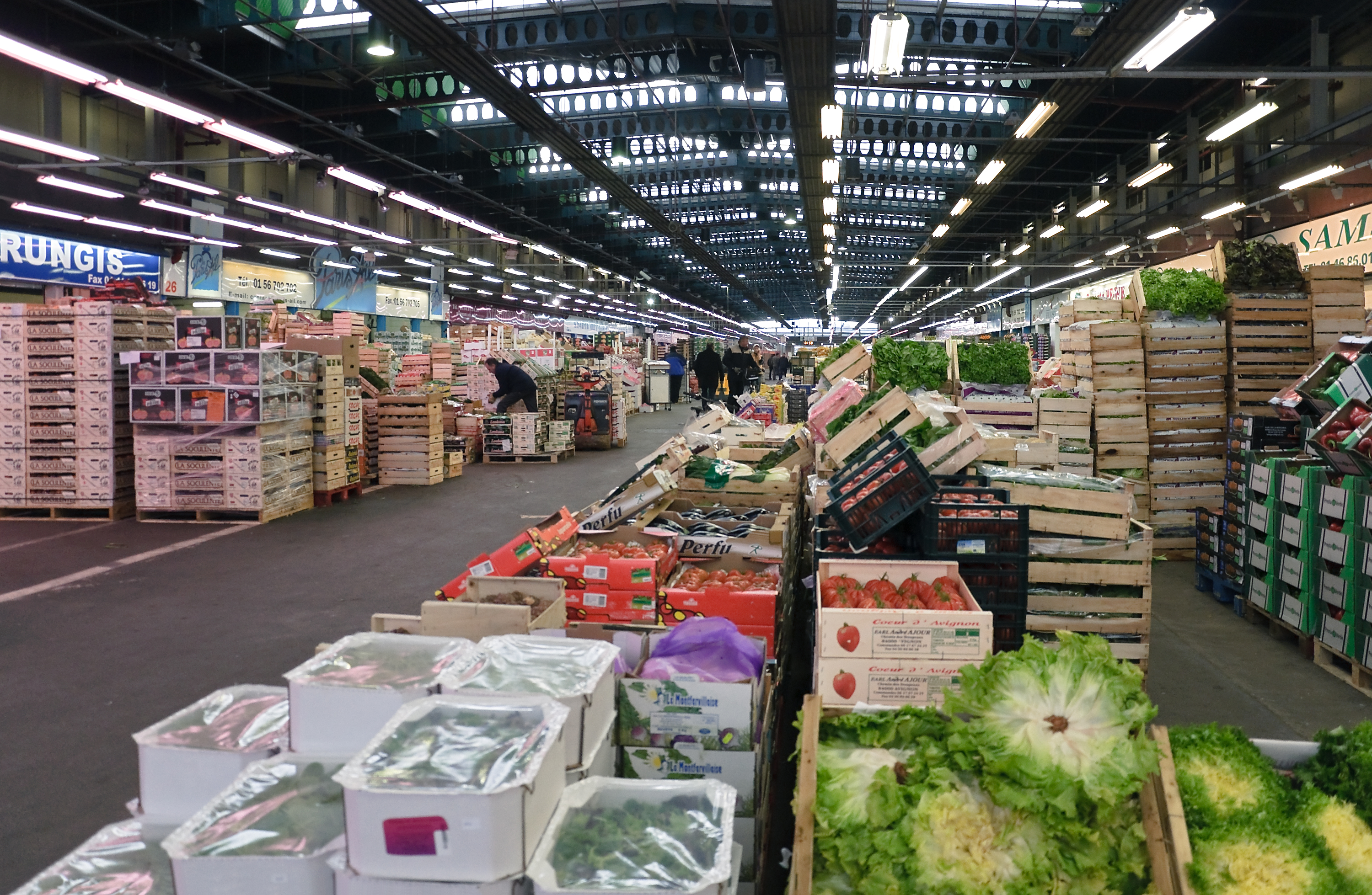
Khu bán rau quả

Chợ Quốc tế Rungis (tiếng Pháp: Marché International de Rungis) là thị trường chính yếu của Paris, chủ yếu dành cho thực phẩm và các sản phẩm làm vườn ở xã Rungis. Đây là chợ thực phẩm đầu mối lớn thứ hai trên thế giới, chỉ sau La Central de Abastos ở thành phố Mexico với diện tích 327 ha.
Có nguồn gốc từ thế kỷ 10 đến giữa thế kỷ 20, chợ trung tâm Paris nằm ở trung tâm thành phố, trong khu vực rộng 10 ha có tên là Les Halles. Nó trở nên quá nhỏ để đáp ứng tất cả các nhu cầu kinh doanh, và, vào năm 1969, chợ được chuyển đến vùng ngoại ô. Rungis được lựa chọn vì có thể dễ dàng đi đến bằng đường sắt và đường cao tốc và gần Sân bay Quốc tế Orly.
Chợ là tài sản của Nhà nước Pháp và được quản lý bởi Semmaris (Société d'Economie Mixte d'Aménagement et de gestion du Marché d'intérêt national de Rungis). Rất đông người bán sỉ  và sự cạnh tranh gay gắt. Chợ bắt đầu từ 1 giờ sáng và kết thúc vào khoảng 11 giờ sáng. Rác thải của chợ được tái chế và năng lượng tạo ra từ lò đốt được sử dụng để đốt nóng chợ và Sân bay Orly gần đó.
Dữ liệu:
- khu phức hợp có diện tích 232 hécta (570 mẫu Anh) và lớn hơn một chút so với Công quốc Monaco;
- 13.000 người làm việc ở đó mỗi ngày;
- 26.000 lượt xe ra vào mỗi ngày (trong đó 3.000 lượt xe tải hạng nặng);
- 1.698.000 tấn sản phẩm được mang lại hàng năm;
- nó có doanh thu lớn nhất trong các chợ đầu mối trên thế giới.

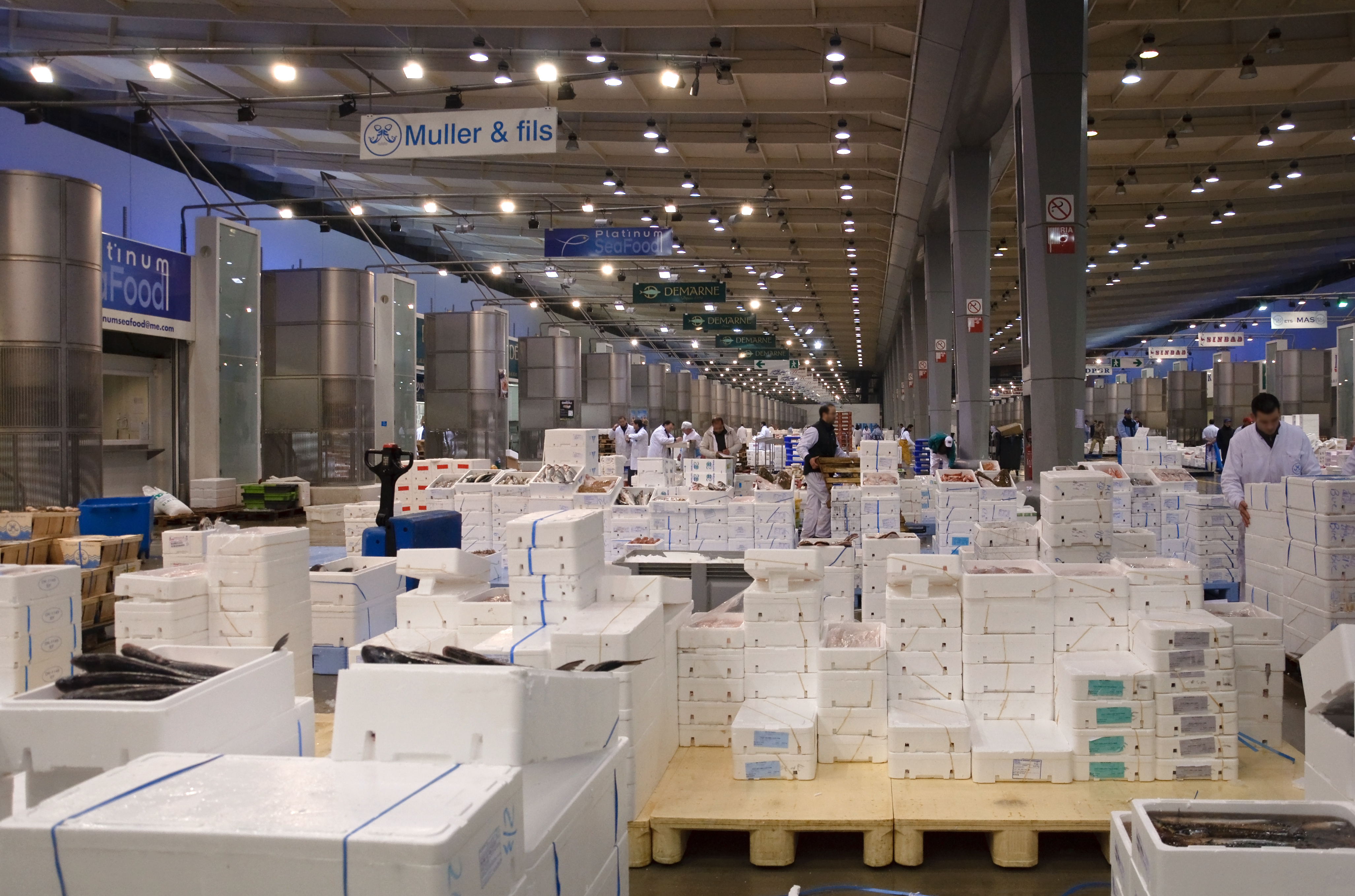
Khu bán cá tươi và hải sản
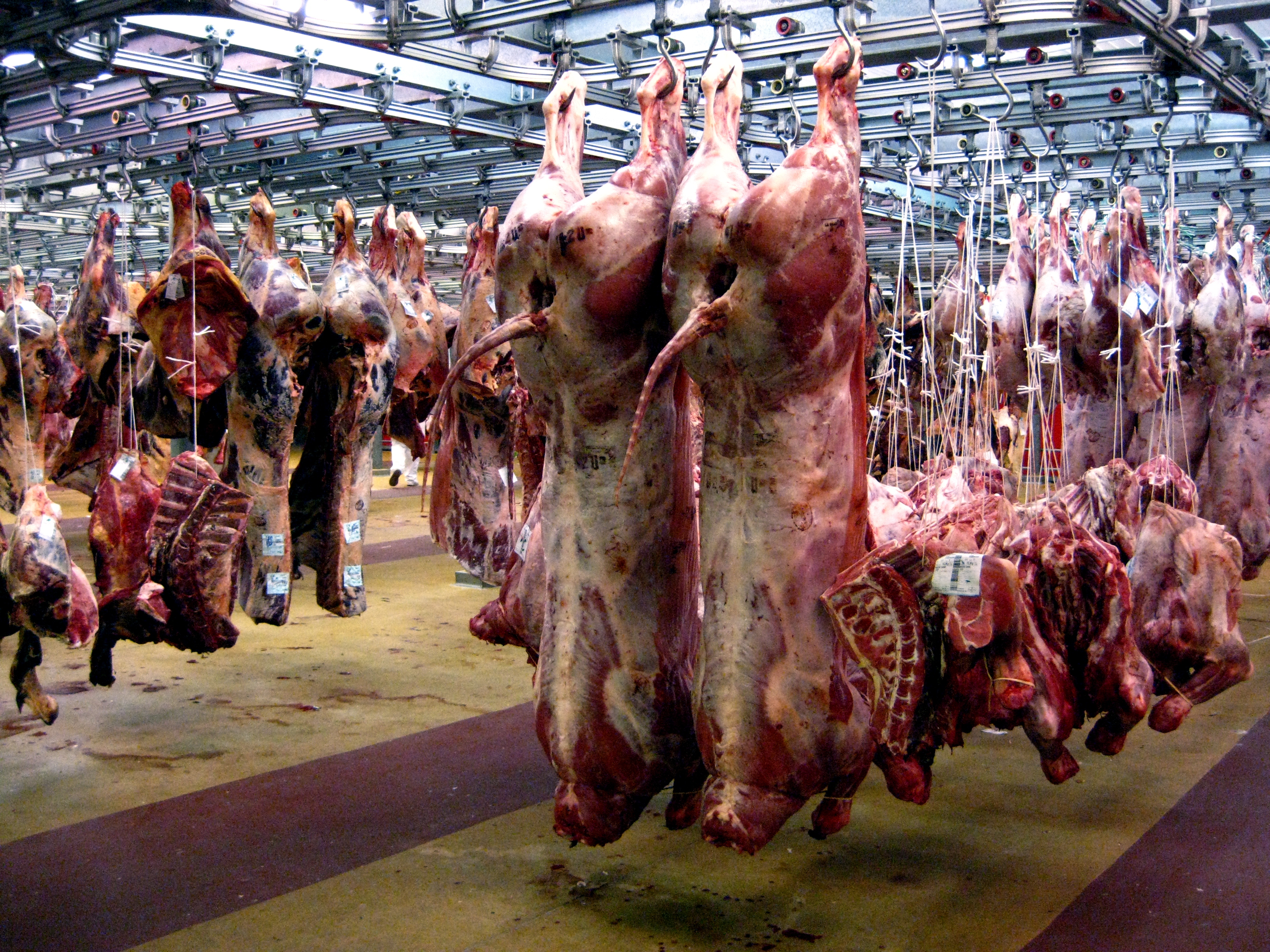
Khu bán thịt
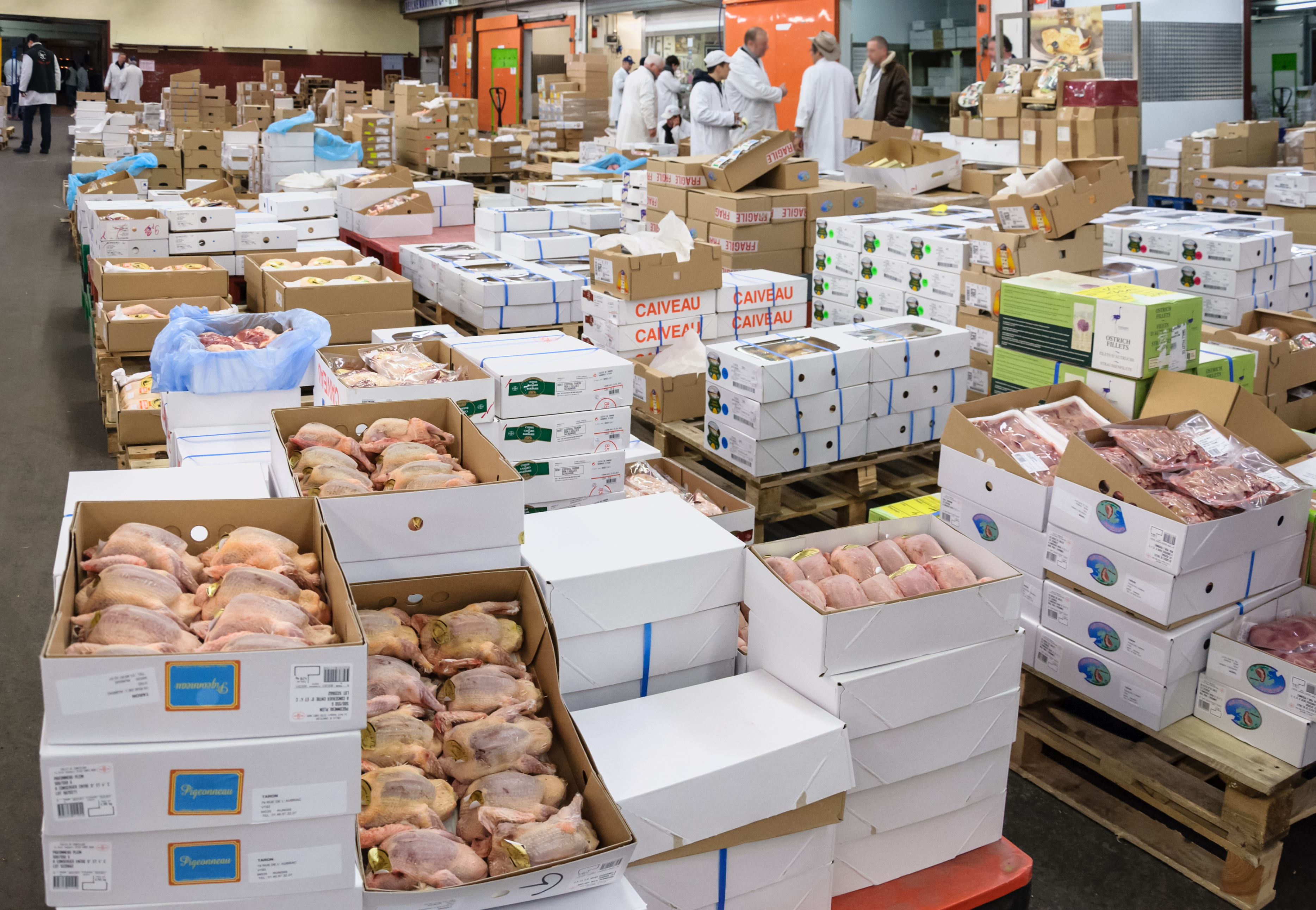
Thịt gia cầm
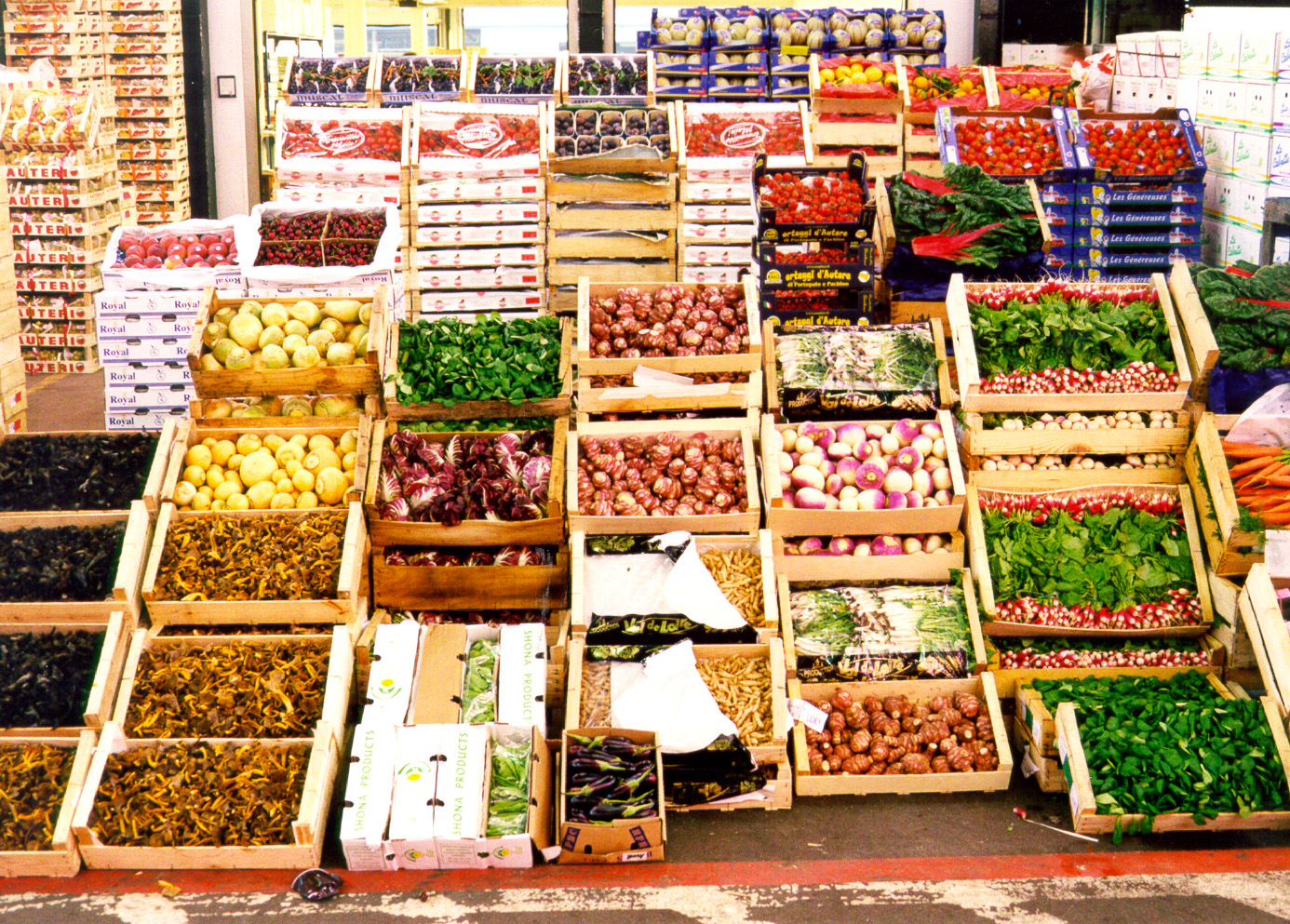